# RU Весов
RU Весов (лат. RU Librae), HD 138547 — одиночная переменная звезда в созвездии Весов на расстоянии (вычисленном из значения параллакса) приблизительно 3106 световых лет (около 952 парсеков) от Солнца. Видимая звёздная величина звезды — от +14,4m до +7,2m.

## Характеристики
RU Весов — красная пульсирующая переменная звезда, мирида (M) спектрального класса M5e-M6e или M5.